# Puduhepa
Puduhepa fue una reina hitita del siglo XIII a. C., esposa de Hattusili III. Se le conocen varios hijos, entre ellos Tudhaliya IV y Nerikkaili, y sus hijas Gussuliyawiya y Maathornefrura, nombre egipcio otorgado a la mayor de sus hijas, que fue entregada en matrimonio a Ramsés II.

## Biografía
Nació en los primeros años del siglo en la ciudad de Lawazantiya, en Kizzuwatna. Su padre, Bentepsharri, era el sumo sacerdote de la divinidad tutelar de la ciudad, Ishtar. A sus órdenes, ejercía la función de sacerdotisa. A su vuelta de la Batalla de Qadesh, donde luchó junto a su padre, Hattusili la conoció y, según sus declaraciones, Ishtar le ordenó tomarla como esposa, por lo que la llevó con él a su reino de Hakpissa. Cuando en 1265 a. C. su esposo subó al trono hitita al rebelarse contra su sobrino Urhi-Tesub (Mursili III), Puduhepa se convirtió en la reina de Hatti, y ambos cónyuges se trasladaron a la capital Hattusa.
Después de la muerte de Hattusili, ejerció como regente durante la minoría de edad de su hijo Tudhaliya IV, firmando documentos oficiales. Se conocen de este tiempo sentencias dictadas por ella en litigios que tienen lugar en el reino de Ugarit, vasallo de los hititas. Puduhepa ejerció seguramente la función de reina durante alrededor de 66 años, puesto que murió hacia el final del siglo XIII a. C., cuando tenía alrededor de 90 años. Es una de las figuras principales de la vida política de ese período.

## Obras
Ejerció un importante papel, tanto en la corte como en las relaciones diplomáticas. Aparece al lado de su marido cuando éste tomaba grandes decisiones. La pareja reinaba en igualdad de condiciones. Puduhepa mantuvo una fluida correspondencia con Nefertari, tanto antes y después de la firma del Tratado de Qadesh (tratado de "paz eterna") como cuando entregó a dos de sus hijas para que se casaran con Ramsés.
Hattusili y Puduhepa modernizaron Hattusa, los archivos y la legislación. Esos mismos archivos dan cuenta de intervenciones en distintos lugares del Imperio, como en Licia o Mileto. Durante el reinado de su hijo se esculpieron los relieves de Yazılıkaya, cerca de Hattusa. 
Como sacerdotisa, Puduhepa tuvo un gran papel en la vida religiosa de su tiempo. Escribió himnos a la diosa Lelwani y a la diosa-sol de Arinna, que asimiló a su divinidad protectora, la diosa hurrita Hebat. En estos textos, invoca a las diosas para que garanticen una buena salud a su marido. Seguramente fue responsable en parte muy importante de la influencia que adquirieron los dioses hurritas en el panteón imperial hitita, influencia que queda ilustrada en las adaptaciones que hacen Hattusili III y Tudhaliya IV en el santuario de Yazılıkaya.